# 吉沙區
33°56′N 2°09′E / 33.933°N 2.150°E
吉沙區（阿拉伯语：‎），是阿爾及利亞的行政區，位於該國中部，由艾格瓦特省負責管轄，首府設於吉沙，面積730平方公里，2008年人口6,079，人口密度每平方公里8人。